# Дёмин, Мефодий Михайлович
Мефо́дий Миха́йлович Дёмин (24 мая 1903 — 3 марта 1988) — советский (украинский) архитектор, градостроитель, в советское время занимался реставрацией памятников архитектуры (в том числе культовых). Участник Великой Отечественной войны. В 1944 году был заместителем главного архитектора города Киева.

## Биография
Родился в 1903 году в семье статского советника и юриста Михаила Михайловича Дёмина (?-1924) и Нины Алексеевны Дёминой. Был одним из четырёх детей в семье (сестра Мария, братья Тихон и Пантелеймон). До революции Мефодий Михайлович руководил церковным хором.
В 1920 годах переехал с Урала в Киев. В 1931 году окончил Киевский инженерно-строительный институт по специальности градостроитель. Учился у профессоров П. Ф. Алешина, А. М. Вербицкого, В. М. Рыкова, М. П. Сакулина. Строил верфь на Волге. Участвовал в Великой Отечественной войнe. В 1944 году был заместителем главного архитектора города Киева, участвовал в послевоенной реконструкции Крещатика. С 1945 года по совету начальника отдела памятников Л. И. Граужис был назначен Управлением по делам архитектуры при Совете Министров УССР архитектором-хранителем Владимирского собора в г. Киеве. С 1946 года руководитель пятой мастерской «Киевпроекта». Одновременно, с 1944 по 1949 год по приглашению профессора П. Хаустова преподавал в Киевском инженерно-строительном институте. Читал курсы «Планирование и постройка городов» и «Благоустройство городских территорий».
В дальнейшем он активно работал по реконструкции и реставрации памятников архитектуры.
Скончался 3 марта 1988 года, похоронен на Байковом кладбище Киева.
Сын Николай Дёмин, продолжил дело отца став архитектором.

## Избранные проекты реконструкций
- Киево-Печерская лавра;
- Андреевская церковь;
- Владимирский собор;
- Обновление бань Николаевской церкви Покровского монастыря;
- Троицкая церковь.

## Архитектурные проекты
- Площадь перед Владимирским собором.

## Семья
- Сын — Николай Мефодиевич Дёмин — архитектор, доктор архитектуры, профессор, Народный архитектор Украины.

## Адрес
- Киев, Андреевский спуск, 34.

## Увековечение памяти
- Выставка на 100-летие со дня рождения «М. М. Демин: архитектор — градостроитель — реставратор».